# Sudan na Letnich Igrzyskach Olimpijskich 2016
Sudan na Letnich Igrzyskach Olimpijskich 2016 w Rio de Janeiro reprezentowało 6 sportowców. Był to dwunasty start Sudanu na letnich igrzyskach olimpijskich.

## Reprezentanci

### Judo
| Zawodnik              | Konkurencja     | 1/16                   | 1/8              | Ćwierćfinały     | Półfinały        | Repesaż 1        | Repesaż 2        | Repesaż 3        | Finał            | Finał   |
| Zawodnik              | Konkurencja     | Przeciwnik Wynik       | Przeciwnik Wynik | Przeciwnik Wynik | Przeciwnik Wynik | Przeciwnik Wynik | Przeciwnik Wynik | Przeciwnik Wynik | Przeciwnik Wynik | Pozycja |
| --------------------- | --------------- | ---------------------- | ---------------- | ---------------- | ---------------- | ---------------- | ---------------- | ---------------- | ---------------- | ------- |
| Iszlam Monier Suliman | -90 kg mężczyzn | Colton Brown P 000-100 | NQ               | NQ               | NQ               | NQ               | NQ               | NQ               | NQ               | 17.     |

### Lekkoatletyka

#### Kobiety
Konkurencje biegowe
| Konkurencja   | Zawodniczka  | Runda 1  | Runda 1 | Runda 2  | Runda 2 | Półfinał | Półfinał | Finał    | Finał   |
| Konkurencja   | Zawodniczka  | Rezultat | Pozycja | Rezultat | Pozycja | Rezultat | Pozycja  | Rezultat | Pozycja |
| ------------- | ------------ | -------- | ------- | -------- | ------- | -------- | -------- | -------- | ------- |
| Bieg na 800 m | Amina Bakhit | 2:07,65  | 56.     | —        | —       | NQ       | NQ       | NQ       | NQ      |

#### Mężczyźni
Konkurencje biegowe
| Konkurencja                   | Zawodnik       | Runda 1  | Runda 1 | Runda 2  | Runda 2 | Półfinał | Półfinał | Finał    | Finał   |
| Konkurencja                   | Zawodnik       | Rezultat | Pozycja | Rezultat | Pozycja | Rezultat | Pozycja  | Rezultat | Pozycja |
| ----------------------------- | -------------- | -------- | ------- | -------- | ------- | -------- | -------- | -------- | ------- |
| Bieg na 200 m                 | Ahmed Ali      | 20,78    | 58.     | —        | —       | NQ       | NQ       | NQ       | NQ      |
| Bieg na 3000 m z przeszkodami | Abdalla Targan | 8:52,20  | 38.     | —        | —       | —        | —        | NQ       | NQ      |

### Pływanie
Kobiety
| Zawodniczka    | Konkurencja       | Eliminacje | Eliminacje | Półfinał | Półfinał | Finał | Finał   |
| Zawodniczka    | Konkurencja       | Czas       | Miejsce    | Czas     | Miejsce  | Czas  | Miejsce |
| -------------- | ----------------- | ---------- | ---------- | -------- | -------- | ----- | ------- |
| Haneen Ibrahim | 50 m st. dowolnym | 36,23      | 84.        | NQ       | NQ       | NQ    | NQ      |

Mężczyźni
| Zawodnik         | Konkurencja       | Eliminacje | Eliminacje | Półfinał | Półfinał | Finał | Finał   |
| Zawodnik         | Konkurencja       | Czas       | Miejsce    | Czas     | Miejsce  | Czas  | Miejsce |
| ---------------- | ----------------- | ---------- | ---------- | -------- | -------- | ----- | ------- |
| Noah Al-Khulaifi | 50 m st. dowolnym | 27,71      | 81.        | NQ       | NQ       | NQ    | NQ      |